# 晉朝行政區劃
晉朝承襲曹魏領土，統一後領有孫吳疆域。疆域北至山西、河北及遼東，與南匈奴、鮮卑及高句麗相鄰；東至海；南至交州（今越南北部）；西至甘肅、雲南，與河西鮮卑、羌及氐相鄰。

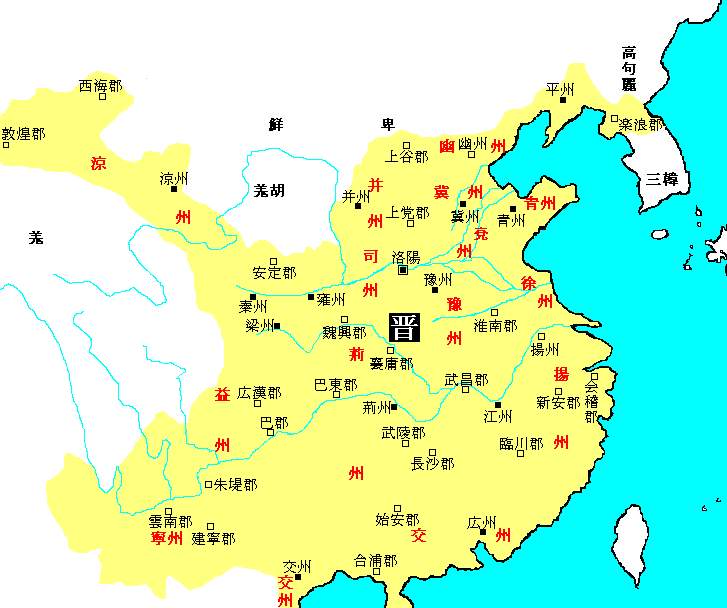
西晉初期疆域圖。

西晉政區制度承襲東漢末期的制度，為州郡縣三級制。於三國曹魏時期有司、豫、兗、青、徐、冀、幽、并、雍、涼、荊、揚十二州，滅蜀漢後分益州置梁州。265年西晉代曹魏後，分雍、涼、梁三州之地設秦州，後分益州地設寧州，後分幽州地設平州。280年滅孫吳後得荊、揚、交、廣四州，並將荊、揚兩州與原曹魏荊、揚兩州合併，共十九州。秦州、寧州曾經廢止，後來復置。291年分荊、揚州地設江州，307年分荊、江州地設湘州，至此共二十一州。州以下分郡、王國。晉武帝防止野心世族篡位，制定分封制，依人口多寡封國諸王，有大國、次國、小國三種類型（詳見晉朝藩王列表）。但諸王僅得租稅，王國如同郡縣。諸王的軍權，主要來自鎮守之地。郡、王國以下為縣。縣大者置令，小者置長。至於公國、侯國，其地位同縣。
東晉政區襲承西晉，也是實行州郡縣三級制。但是其州郡越分越多，轄區縮小。西晉末年，大量流民南渡。東晉朝廷為了安撫僑民及僑姓世族，以原籍州郡縣名寄治別處，而無實地，此即僑州郡縣。等到安定後實施土斷，使其州郡領有實地，戶籍和賦役與一般州郡縣相同。
東晉政區隨其疆域的變化而有增減。由於外族入侵與晉軍北伐，北疆時常變動；四川先後出現成漢、譙蜀等國；東南疆域大致固定。晉元帝時期，石勒入侵，北疆只剩淮南江陵一帶。成漢佔據四川，於347年被桓溫滅。桓溫發動三次北伐，一度收復山東及河南地區，後敗於前燕而止。前秦屢次入侵東晉領土，此時東晉僅剩揚、荊、江、廣、交、豫、徐、兗、益、寧七州，及兗、青、冀、司、幽、并、益等僑州，共十五州。383年淝水之戰，前秦慘敗。隔年謝玄北伐，成功收復黃河、秦嶺以南地區。之後東晉內亂，桓玄篡位，譙蜀獨立，疆域萎縮。劉裕崛起後攻滅譙蜀並發動兩次北伐，收復四川、山東、河南及關中地區。然而劉裕因故返京，將領內亂，夏人入侵，關中得而復失。此時東晉領有揚、北徐、豫、江、北青、司、荊、北雍、東益、寧、交、廣、北并、北冀、梁、徐、北兗等十七州，及幽、冀、東秦、青、并、兗、秦、雍等僑州，共二十五州。

## 西晉郡縣
| 《晉書·地理志》郡縣表 |           | | | | | |
| 州名                  | 州治      | 郡名 | 郡治 | 縣數 | 下轄縣名 | 備注 |
| 司州                  | 洛陽      | 河南郡 | 洛陽縣 | 12 | 洛陽縣、河南縣、鞏縣、河陰縣、新安縣、成皋縣、緱氏縣、陽城縣、新城縣、陸渾縣、梁縣、陽翟縣                                                                         | |
| 司州                  | 洛陽      | 滎陽郡 | 滎陽縣 | 8 | 滎陽縣、京縣、密縣、卷縣、陽武縣、苑陵縣、中牟縣、開封縣 | - 泰始二年（266年），析河南郡復置滎陽郡 |
| 司州                  | 洛陽      | 弘農郡 | 弘農縣 | 6 | 弘農縣、湖縣、陝縣、宜陽縣、黽池縣、華陰縣 | |
| 司州                  | 洛陽      | 上洛郡 | 上洛縣 | 3 | 上洛縣、商縣、盧氏縣 | - 泰始二年（266年），析京兆郡置上洛郡 |
| 司州                  | 洛陽      | 平陽郡 | 平陽縣 | 12 | 平陽縣、楊縣、端氏縣、永安縣、蒲子縣、狐讘縣、襄陵縣、絳邑縣、濩澤縣、臨汾縣、北屈縣、皮氏縣                                                                       | |
| 司州                  | 洛陽      | 河東郡 | 安邑縣 | 9 | 安邑縣、聞喜縣、垣縣、汾陽縣、大陽縣、猗氏縣、解縣、蒲坂縣、河北縣                                                                                                 | |
| 司州                  | 洛陽      | 汲郡 | 汲縣 | 6 | 汲縣、朝歌縣、共縣、林慮縣、獲嘉縣、修武縣 | - 泰始二年（266年），析河內郡置汲郡 |
| 司州                  | 洛陽      | 河內郡 | 野王縣 | 9 | 野王縣、州縣、懷縣、平皋縣、河陽縣、沁水縣、軹縣、山陽縣、溫縣 | |
| 司州                  | 洛陽      | 廣平郡 | 廣平縣 | 15 | 廣平縣、邯鄲縣、易陽縣、武安縣、涉縣、襄國縣、南和縣、任縣、曲梁縣、列人縣、肥鄉縣、臨水縣、廣年縣、斥漳縣、平恩縣                                                 | |
| 司州                  | 洛陽      | 陽平郡 | 元城縣 | 7 | 元城縣、館陶縣、清淵縣、發干縣、東武陽縣、陽平縣、樂平縣 | - 「清淵」：《晉書·地理志》作「清泉」，此避唐諱更名 |
| 司州                  | 洛陽      | 魏郡 | 鄴縣 | 8 | 鄴縣、長樂縣、魏縣、斥丘縣、安陽縣、蕩陰縣、內黃縣、黎陽縣 | |
| 司州                  | 洛陽      | 頓丘郡 | 頓丘縣 | 4 | 頓丘縣、繁陽縣、陰安縣、衛縣 | - 泰始二年（266年），析魏、陽平二郡置頓丘郡 |
| 兗州                  | 廩丘      | 陳留國 | 小黃縣 | 10 | 小黃縣、浚儀縣、封丘縣、酸棗縣、濟陽縣、長垣縣、雍丘縣、尉氏縣、襄邑縣、外黃縣                                                                                     | |
| 兗州                  | 廩丘      | 濮陽國 | 濮陽縣 | 4 | 濮陽縣、廩丘縣、白馬縣、鄄城縣 | - 咸寧三年（277年），析東郡置濮陽國 |
| 兗州                  | 廩丘      | 濟陰郡 | 定陶縣 | 9 | 定陶縣、乘氏縣、句陽縣、離狐縣、宛句縣、己氏縣、成武縣、單父縣、城陽縣                                                                                             | - 「宛句」：《漢書》、《隋書》均作「冤句」 |
| 兗州                  | 廩丘      | 高平國 | 昌邑縣 | 7 | 昌邑縣、鉅野縣、方與縣、金鄉縣、湖陸縣、高平縣、南平陽縣 | - 泰始元年（265年），改山陽郡置高平國 - 「湖陸」：《晉書》作「陸湖」，今考，應從《漢書》、《後漢書》等作「湖陸」 |
| 兗州                  | 廩丘      | 任城國 | 任城縣 | 3 | 任城縣、亢父縣、樊縣 | |
| 兗州                  | 廩丘      | 東平國 | 須昌縣 | 7 | 須昌縣、壽張縣、范縣、無鹽縣、富城縣、東平陸縣、剛平縣 | |
| 兗州                  | 廩丘      | 濟北國 | 盧縣 | 5 | 盧縣、臨邑縣、東阿縣、穀城縣、蛇丘縣 | |
| 兗州                  | 廩丘      | 泰山郡 | 奉高縣 | 11 | 奉高縣、博縣、嬴縣、南城縣、梁父縣、山茌縣、新泰縣、南武陽縣、萊蕪縣、牟縣、鉅平縣                                                                                 | - 「南城」：《晉書》作「南武城」，今考，應從《宋書》、《隋書》等作「南城」 - 「牟」：《晉書》作「東牟」，今考，應從《漢書》、《宋書》等作「牟」 |
| 豫州                  | 陳縣      | 潁川郡 | 許昌縣 | 9 | 許昌縣、長社縣、潁陰縣、臨潁縣、郾縣、邵陵縣、鄢陵縣、新汲縣、長平縣                                                                                               | |
| 豫州                  | 陳縣      | 汝南郡 | 新息縣 | 15 | 新息縣、南安陽縣、安成縣、慎陽縣、北宜春縣、朗陵縣、陽安縣、上蔡縣、平輿縣、定潁縣、灈陽縣、南頓縣、汝陽縣、吳房縣、西平縣                                         | - 惠帝年間，析汝南郡置南頓郡，治南頓 |
| 豫州                  | 陳縣      | 襄城郡 | 襄城縣 | 7 | 襄城縣、繁昌縣、郟縣、定陵縣、父城縣、昆陽縣、舞陽縣 | - 《晉書》作泰始二年（266年）置，今考應為魏末所置 |
| 豫州                  | 陳縣      | 汝陰郡 | 汝陰縣 | 8 | 汝陰縣、慎縣、原鹿縣、固始縣、鮦陽縣、新蔡縣、宋縣、褒信縣 | - 泰始二年（266年），析汝南郡復置汝陰郡 - 惠帝年間，析汝陰郡置新蔡郡，治新蔡 |
| 豫州                  | 陳縣      | 梁國 | 睢陽縣 | 12 | 睢陽縣、蒙縣、虞縣、下邑縣、寧陵縣、穀熟縣、陳縣、項縣、長平縣、陽夏縣、武平縣、苦縣                                                                               | - 惠帝年間，析梁國復置陳郡，治陳縣 - 長平縣：前已見於潁川郡，疑重複 |
| 豫州                  | 陳縣      | 沛國 | 相縣 | 9 | 相縣、沛縣、豐縣、竺邑縣、符離縣、杼秋縣、洨縣、虹縣、蕭縣 | - 「竺邑」：《漢書》、《隋書》均作「竹邑」 |
| 豫州                  | 陳縣      | 譙郡 | 譙縣 | 7 | 譙縣、城父縣、酇縣、山桑縣、龍亢縣、蘄縣、銍縣 | |
| 豫州                  | 陳縣      | 魯郡 | 魯縣 | 7 | 魯縣、汶陽縣、卞縣、鄒縣、蕃縣、薛縣、公丘縣 | - 「蕃」：《晉書》作「番」，今考，應從《漢書》、《後漢書》作「蕃」 |
| 豫州                  | 陳縣      | 弋陽郡 | 弋陽縣 | 7 | 弋陽縣、西陽縣、軑縣、蘄春縣、邾縣、西陵縣、期思縣 | |
| 豫州                  | 陳縣      | 安豐郡 | 安風縣 | 5 | 安風縣、雩婁縣、安豐縣、蓼縣、松滋縣 | |
| 冀州                  | 信都      | 趙國 | 房子縣 | 9 | 房子縣、元氏縣、平棘縣、高邑縣、中丘縣、柏人縣、平鄉縣、下曲陽縣、鄡縣                                                                                             | |
| 冀州                  | 信都      | 鉅鹿國 | 廮陶縣 | 2 | 廮陶縣、鉅鹿縣 | |
| 冀州                  | 信都      | 安平國 | 信都縣 | 8 | 信都縣、下博縣、武邑縣、武遂縣、觀津縣、扶柳縣、廣宗縣、經縣 | |
| 冀州                  | 信都      | 平原國 | 平原縣 | 9 | 平原縣、高唐縣、茌平縣、博平縣、聊城縣、安德縣、西平昌縣、般縣、鬲縣                                                                                               | |
| 冀州                  | 信都      | 樂陵國 | 厭次縣 | 5 | 厭次縣、陽信縣、漯沃縣、新樂縣、樂陵縣 | |
| 冀州                  | 信都      | 勃海郡 | 南皮縣 | 10 | 南皮縣、東光縣、浮陽縣、饒安縣、高城縣、重合縣、東安陵縣、蓨縣、廣川縣、阜城縣                                                                                     | |
| 冀州                  | 信都      | 章武國 | 東平舒縣 | 4 | 東平舒縣、文安縣、章武縣、束州縣 | - 泰始元年（265年），析勃海、河間二郡置章武國 |
| 冀州                  | 信都      | 河間國 | 樂城縣 | 6 | 樂城縣、武垣縣、鄚縣、易城縣、中水縣、成平縣 | - 「易城」：《漢書》、《後漢書》均作「易」，無「城」字 |
| 冀州                  | 信都      | 高陽國 | 博陸縣 | 4 | 博陸縣、高陽縣、北新城縣、蠡吾縣 | - 泰始元年（265年），析中山、安平、河間三郡置高陽國 |
| 冀州                  | 信都      | 博陵郡 | 安平縣 | 4 | 安平縣、饒陽縣、南深澤縣、安國縣 | |
| 冀州                  | 信都      | 清河國 | 清河縣 | 6 | 清河縣、東武城縣、繹幕縣、貝丘縣、靈縣、鄃縣 | |
| 冀州                  | 信都      | 中山國 | 盧奴縣 | 8 | 盧奴縣、魏昌縣、新市縣、安喜縣、蒲陰縣、望都縣、唐縣、北平縣 | |
| 冀州                  | 信都      | 常山郡 | 真定縣 | 8 | 真定縣、石邑縣、井陘縣、上曲陽縣、蒲吾縣、南行唐縣、靈壽縣、九門縣                                                                                                 | |
| 幽州                  | 涿縣      | 范陽國 | 涿縣 | 8 | 涿縣、良鄉縣、方城縣、長鄉縣、遒縣、故安縣、范陽縣、容城縣 | |
| 幽州                  | 涿縣      | 燕國 | 薊縣 | 10 | 薊縣、安次縣、昌平縣、軍都縣、廣陽縣、潞縣、安樂縣、泉州縣、雍奴縣、狐奴縣                                                                                         | |
| 幽州                  | 涿縣      | 北平郡 | 徐無縣 | 4 | 徐無縣、土垠縣、俊靡縣、無終縣 | |
| 幽州                  | 涿縣      | 上谷郡 | 沮陽縣 | 2 | 沮陽縣、居庸縣 | |
| 幽州                  | 涿縣      | 廣甯郡 | 下洛縣 | 3 | 下洛縣、潘縣、涿鹿縣 | |
| 幽州                  | 涿縣      | 代郡 | 代縣 | 4 | 代縣、廣昌縣、平舒縣、當城縣 | |
| 幽州                  | 涿縣      | 遼西郡 | 陽樂縣 | 3 | 陽樂縣、肥如縣、海陽縣 | |
| 平州                  | 襄平      | 咸寧二年（276年），析幽州之遼東、昌黎、玄菟、帶方、樂浪五郡置平州                                                                                                  | 咸寧二年（276年），析幽州之遼東、昌黎、玄菟、帶方、樂浪五郡置平州                                                                                                  | 咸寧二年（276年），析幽州之遼東、昌黎、玄菟、帶方、樂浪五郡置平州                                                                                                  | 咸寧二年（276年），析幽州之遼東、昌黎、玄菟、帶方、樂浪五郡置平州                                                                                                  | 咸寧二年（276年），析幽州之遼東、昌黎、玄菟、帶方、樂浪五郡置平州 |
| 平州                  | 襄平      | 昌黎郡 | 昌黎縣 | 2 | 昌黎縣、賓徒縣 | |
| 平州                  | 襄平      | 遼東國 | 襄平縣 | 8 | 襄平縣、汶縣、居就縣、樂就縣、安市縣、西安平縣、新昌縣、力城縣 | - 襄平縣為東夷校尉所在地 |
| 平州                  | 襄平      | 樂浪郡 | 朝鮮縣 | 6 | 朝鮮縣、屯有縣、渾彌縣、遂城縣、鏤方縣、駟望縣 | |
| 平州                  | 襄平      | 玄菟郡 | 高句麗縣 | 3 | 高句麗縣、望平縣、高顯縣 | |
| 平州                  | 襄平      | 帶方郡 | 帶方縣 | 7 | 帶方縣、列口縣、南新縣、長岑縣、提奚縣、含資縣、海冥縣 | |
| 并州                  | 晉陽      | 太原國 | 晉陽縣 | 13 | 晉陽縣、陽曲縣、榆次縣、于離縣、盂縣、狼孟縣、陽邑縣、大陵縣、祁縣、平陶縣、京陵縣、中都縣、鄔縣                                                                   | |
| 并州                  | 晉陽      | 上黨郡 | 潞縣 | 10 | 潞縣、屯留縣、壺關縣、長子縣、泫氏縣、高都縣、銅鞮縣、湼縣、襄垣縣、武鄉縣                                                                                         | |
| 并州                  | 晉陽      | 西河國 | 離石縣 | 4 | 離石縣、隰城縣、中陽縣、介休縣 | |
| 并州                  | 晉陽      | 樂平郡 | 沾縣 | 5 | 沾縣、上艾縣、壽陽縣、轑陽縣、樂平縣 | |
| 并州                  | 晉陽      | 雁門郡 | 廣武縣 | 8 | 廣武縣、崞縣、汪陶縣、平城縣、葰人縣、繁畤縣、原平縣、馬邑縣 | |
| 并州                  | 晉陽      | 新興郡 （晉昌郡） | 九原縣 | 5 | 九原縣、定襄縣、雲中縣、廣牧縣、晉昌縣 | - 惠帝改新興郡為晉昌郡，後復舊名 |
| 雍州                  | 長安      | 京兆郡 | 長安縣 | 9 | 長安縣、杜陵縣、霸城縣、藍田縣、高陸縣、萬年縣、新豐縣、陰般縣、鄭縣                                                                                               | |
| 雍州                  | 長安      | 馮翊郡 | 臨晉縣 | 8 | 臨晉縣、下邽縣、重泉縣、頻陽縣、粟邑縣、蓮芍縣、郃陽縣、夏陽縣 | |
| 雍州                  | 長安      | 扶風郡 （秦國） | 郿縣 | 6 | 池陽縣、郿縣、雍縣、汧縣、陳倉縣、美陽縣 | - 惠帝改扶風郡置秦國 |
| 雍州                  | 長安      | 安定郡 | 臨涇縣 | 7 | 臨涇縣、朝那縣、烏氏縣、都盧縣、鶉觚縣、陰密縣、西川縣 | |
| 雍州                  | 長安      | 北地郡 | 泥陽縣 | 2 | 泥陽縣、富平縣 | |
| 雍州                  | 長安      | 始平郡 | 槐里縣 | 5 | 槐里縣、始平縣、武功縣、鄠縣、蒯城縣 | - 泰始二年（266年），析扶風郡置始平郡 |
| 雍州                  | 長安      | 新平郡 | 漆縣 | 2 | 漆縣、汾邑縣 | |
| 涼州                  | 姑臧      | 金城郡 | 榆中縣 | 5 | 榆中縣、允街縣、金城縣、白土縣、浩亹縣 | - 泰始五年（269年），劃金城郡入秦州；太康三年（282年），撤銷秦州，金城郡還屬涼州 |
| 涼州                  | 姑臧      | 西平郡 | 西都縣 | 4 | 西都縣、臨羌縣、長寧縣、安夷縣 | - 永嘉五年（311年），析西平郡置晉興郡，領晉興、枹罕、永固、臨津、臨鄣、廣昌、大夏、遂興、罕唐、左南等縣，治晉興 |
| 涼州                  | 姑臧      | 武威郡 | 姑臧縣 | 7 | 姑臧縣、宣威縣、揖次縣、倉松縣、顯美縣、驪靬縣、番和縣 | - 永寧元年（301年），析武威郡置武興郡，領武興、大城、烏支、襄武、晏然、新鄣、平狄、司監等縣，治武興 |
| 涼州                  | 姑臧      | 張掖郡 | 永平縣 | 3 | 永平縣、臨澤縣、屋蘭縣 | |
| 涼州                  | 姑臧      | 西郡 | 日勒縣 | 5 | 日勒縣、刪丹縣、仙提縣、萬歲縣、蘭池縣 | |
| 涼州                  | 姑臧      | 酒泉郡 | 福祿縣 | 9 | 福祿縣、會水縣、安彌縣、騂馬縣、樂涫縣、表氏縣、延壽縣、玉門縣、沙頭縣                                                                                             | - 元康五年（295年），析酒泉郡之沙頭縣，敦煌郡之冥安、宜禾、伊吾、深泉、廣至五縣，再新設會稽、新鄉二縣，合共八縣置晉昌郡，治冥安 - 「冥安」：《晉書》作「宜安」，《元和郡縣志》考，應作「冥安」 - 「深泉」：應為「淵泉」，避唐諱更名                                 |
| 涼州                  | 姑臧      | 敦煌郡 | 敦煌縣 | 12 | 昌蒲縣、敦煌縣、龍勒縣、陽關縣、效穀縣、廣至縣、宜禾縣、冥安縣、深泉縣、伊吾縣、新鄉縣、乾齊縣                                                                     | - 元康五年（295年），析酒泉郡之沙頭縣，敦煌郡之冥安、宜禾、伊吾、深泉、廣至五縣，再新設會稽、新鄉二縣，合共八縣置晉昌郡，治冥安 - 「冥安」：《晉書》作「宜安」，《元和郡縣志》考，應作「冥安」 - 「深泉」：應為「淵泉」，避唐諱更名                                 |
| 涼州                  | 姑臧      | 西海郡 | 居延縣 | 1 | 居延縣 | |
| 秦州                  | 冀縣 上邽 | 泰始五年（269年），以雍州隴右五郡及涼州之金城、梁州之陰平，合七郡置秦州，鎮冀城 太康三年（282年），秦州併入雍州；太康七年（286年），復置秦州（無金城郡），遷治上邽 | 泰始五年（269年），以雍州隴右五郡及涼州之金城、梁州之陰平，合七郡置秦州，鎮冀城 太康三年（282年），秦州併入雍州；太康七年（286年），復置秦州（無金城郡），遷治上邽 | 泰始五年（269年），以雍州隴右五郡及涼州之金城、梁州之陰平，合七郡置秦州，鎮冀城 太康三年（282年），秦州併入雍州；太康七年（286年），復置秦州（無金城郡），遷治上邽 | 泰始五年（269年），以雍州隴右五郡及涼州之金城、梁州之陰平，合七郡置秦州，鎮冀城 太康三年（282年），秦州併入雍州；太康七年（286年），復置秦州（無金城郡），遷治上邽 | 泰始五年（269年），以雍州隴右五郡及涼州之金城、梁州之陰平，合七郡置秦州，鎮冀城 太康三年（282年），秦州併入雍州；太康七年（286年），復置秦州（無金城郡），遷治上邽                                                                                                  |
| 秦州                  | 冀縣 上邽 | 隴西郡 | 襄武縣 | 4 | 襄武縣、首陽縣、臨洮縣、狄道縣 | - 惠帝年間析隴西郡之狄道、臨洮、河關三縣，又新設洮陽、遂平、武街、始興、第五、真仇六縣，合九縣置狄道郡，治狄道 |
| 秦州                  | 冀縣 上邽 | 南安郡 | 獂道縣 | 3 | 獂道縣、新興縣、中陶縣 | |
| 秦州                  | 冀縣 上邽 | 天水郡 | 冀縣 | 6 | 上邽縣、冀縣、始昌縣、新陽縣、顯新縣、成紀縣 | |
| 秦州                  | 冀縣 上邽 | 略陽郡 | 臨渭縣 | 4 | 臨渭縣、平襄縣、略陽縣、清水縣 | - 泰始年間改廣魏郡為略陽郡 |
| 秦州                  | 冀縣 上邽 | 武都郡 | 下辯縣 | 5 | 下辯縣、河池縣、沮縣、武都縣、故道縣 | |
| 秦州                  | 冀縣 上邽 | 陰平郡 | 陰平縣 | 2 | 陰平縣、平廣縣 | - 「平廣」：《宋書·州郡志》：「平武，蜀立，本曰廣武，晉武帝太康元年更名」 |
| 梁州                  | 沔陽 南鄭 | 魏景元四年（263年），析益州北部置梁州，治沔陽；晉太康三年（282年）徙治南鄭                                                                                         | 魏景元四年（263年），析益州北部置梁州，治沔陽；晉太康三年（282年）徙治南鄭                                                                                         | 魏景元四年（263年），析益州北部置梁州，治沔陽；晉太康三年（282年）徙治南鄭                                                                                         | 魏景元四年（263年），析益州北部置梁州，治沔陽；晉太康三年（282年）徙治南鄭                                                                                         | 魏景元四年（263年），析益州北部置梁州，治沔陽；晉太康三年（282年）徙治南鄭 |
| 梁州                  | 沔陽 南鄭 | 漢中郡 | 南鄭縣 | 8 | 南鄭縣、蒲池縣、褒中縣、沔陽縣、成固縣、西鄉縣、黃金縣、興道縣 | |
| 梁州                  | 沔陽 南鄭 | 梓潼郡 | 梓潼縣 | 8 | 梓潼縣、涪城縣、武連縣、黃安縣、漢德縣、晉壽縣、劍閣縣、白水縣 | - 晉改漢壽縣為晉壽縣 |
| 梁州                  | 沔陽 南鄭 | 廣漢郡 | 廣漢縣 | 3 | 廣漢縣、德陽縣、五城縣 | |
| 梁州                  | 沔陽 南鄭 | 新都郡 | 雒縣 | 4 | 雒縣、什方縣、緜竹縣、新都縣 | - 泰始二年（266年），析廣漢郡置新都郡 - 太康六年（285年），省新都郡入廣漢郡 |
| 梁州                  | 沔陽 南鄭 | 涪陵郡 | 漢復縣 | 5 | 漢復縣、涪陵縣、漢平縣、漢葭縣、萬寧縣 | |
| 梁州                  | 沔陽 南鄭 | 巴郡 | 江州縣 | 4 | 江州縣、墊江縣、臨江縣、枳縣 | |
| 梁州                  | 沔陽 南鄭 | 巴西郡 | 閬中縣 | 9 | 閬中縣、西充國縣、蒼溪縣、歧愜縣、南充國縣、漢昌縣、宕渠縣、安漢縣、平州縣                                                                                         | - 元康六年（296年），析巴西郡置宕渠郡，轄宕渠、漢昌、宣漢三縣，治宕渠 |
| 梁州                  | 沔陽 南鄭 | 巴東郡 | 魚復縣 | 3 | 魚復縣、朐?縣、南浦縣 | |
| 益州                  | 成都      | 蜀郡 （成都國） | 成都縣 | 6 | 成都縣、廣都縣、繁縣、江原縣、臨邛縣、郫縣 | - 太康十年（289年），改蜀郡置成都國，後復為蜀郡 |
| 益州                  | 成都      | 犍為郡 | 武陽縣 | 5 | 武陽縣、南安縣、僰道縣、資中縣、牛鞞縣 | |
| 益州                  | 成都      | 汶山郡 | 汶山縣 | 8 | 汶山縣、升遷縣、都安縣、廣陽縣、興樂縣、平康縣、蠶陵縣、廣柔縣 | |
| 益州                  | 成都      | 漢嘉郡 | 漢嘉縣 | 4 | 漢嘉縣、徙陽縣、嚴道縣、旄牛縣 | |
| 益州                  | 成都      | 江陽郡 | 江陽縣 | 3 | 江陽縣、符縣、漢安縣 | |
| 益州                  | 成都      | 朱提郡 | 朱提縣 | 5 | 朱提縣、南廣縣、漢陽縣、南秦縣、堂狼縣 | |
| 益州                  | 成都      | 越巂郡 | 邛都縣 | 5 | 邛都縣、會無縣、卑水縣、定莋縣、台登縣 | |
| 益州                  | 成都      | 牂柯郡 | 萬壽縣 | 8 | 萬壽縣、且蘭縣、談指縣、夜郎縣、毋斂縣、并渠縣、鄨縣、平夷縣 | - 永嘉五年（311年），析牂柯郡之平夷、鄨二縣置平夷郡，治平夷 - 建興元年（313年），析牂柯郡置夜郎郡，領縣不詳 - 「談指」、「毋斂」：《晉書》作「指談」、「毋劍」，今考，應從《漢書》、《後漢書》等作「談指」、「毋斂」                                                |
| 寧州                  | 滇池      | 泰始七年（271年），析益州之建寧、興古、雲南三郡，交州之永昌郡，合共四郡置寧州 太康三年（282年），寧州併入益州，改設南夷校尉；太安二年（303年），復置寧州           | 泰始七年（271年），析益州之建寧、興古、雲南三郡，交州之永昌郡，合共四郡置寧州 太康三年（282年），寧州併入益州，改設南夷校尉；太安二年（303年），復置寧州           | 泰始七年（271年），析益州之建寧、興古、雲南三郡，交州之永昌郡，合共四郡置寧州 太康三年（282年），寧州併入益州，改設南夷校尉；太安二年（303年），復置寧州           | 泰始七年（271年），析益州之建寧、興古、雲南三郡，交州之永昌郡，合共四郡置寧州 太康三年（282年），寧州併入益州，改設南夷校尉；太安二年（303年），復置寧州           | 泰始七年（271年），析益州之建寧、興古、雲南三郡，交州之永昌郡，合共四郡置寧州 太康三年（282年），寧州併入益州，改設南夷校尉；太安二年（303年），復置寧州 |
| 寧州                  | 滇池      | 雲南郡 | 雲南縣 | 9 | 雲南縣、雲平縣、梇棟縣、青蛉縣、姑復縣、邪龍縣、葉榆縣、遂久縣、永寧縣                                                                                             | |
| 寧州                  | 滇池      | 興古郡 | 律高縣 | 11 | 律高縣、句町縣、宛溫縣、漏臥縣、毋棳縣、賁古縣、滕休縣、鐔封縣、漢興縣、進乘縣、都夢縣                                                                             | - 「毋掇」：《漢書》、《水經注》均作「毋棳」 |
| 寧州                  | 滇池      | 建寧郡 | 味縣 | 17 | 味縣、昆澤縣、存䣖縣、新定縣、談槀縣、毋單縣、同瀨縣、漏江縣、牧麻縣、穀昌縣、連然縣、秦臧縣、雙柏縣、俞元縣、修雲縣、泠丘縣、滇池縣                               | - 太安二年（303年），析建寧郡之滇池、穀昌、連然、秦臧、雙柏、俞元、泠丘七縣置益州郡，治滇池 - 永嘉二年（308年），改益州郡為晉寧郡 |
| 寧州                  | 滇池      | 永昌郡 | 不韋縣 | 8 | 不韋縣、永壽縣、比蘇縣、雍鄉縣、南涪縣、巂唐縣、哀牢縣、博南縣 | |
| 青州                  | 臨淄      | 齊國 | 臨淄縣 | 5 | 臨淄縣、西安縣、東安平縣、廣饒縣、昌國縣 | - 兩漢及曹魏皆有北海郡，而《晉書·地理志》原文為：「景帝以為北海郡」；今考，「齊國」之後應原列「北海」、「濟南」二郡，疑「北海郡」原文及其屬縣缺載；《晉書》中多處皆有「北海郡」之記載，如《武帝紀》、《文六王傳》等都可證明晉有北海郡                               |
| 青州                  | 臨淄      | 濟南郡 | 平壽縣 | 5 | 平壽縣、下密縣、膠東縣、即墨縣、祝阿縣 | - 兩漢及曹魏皆有北海郡，而《晉書·地理志》原文為：「景帝以為北海郡」；今考，「齊國」之後應原列「北海」、「濟南」二郡，疑「北海郡」原文及其屬縣缺載；《晉書》中多處皆有「北海郡」之記載，如《武帝紀》、《文六王傳》等都可證明晉有北海郡                               |
| 青州                  | 臨淄      | 樂安國 | 高苑縣 | 8 | 高苑縣、臨濟縣、博昌縣、利益縣、蓼城縣、鄒縣、壽光縣、東朝陽縣 | |
| 青州                  | 臨淄      | 城陽郡 | 莒縣 | 10 | 莒縣、姑幕縣、諸縣、淳于縣、東武縣、高密縣、壯武縣、黔陬縣、平昌縣、昌安縣                                                                                         | - 太康十年（289年），城陽郡之莒、姑幕、諸、東武四縣改屬東莞郡 - 永康元年（300年），析城陽郡之黔陬、壯武、淳于、昌安、高密、平昌六縣，東莞郡之營陵、安丘、廣、劇、臨朐五縣，共十一縣置高密國，治高密，屬青州 - 永康元年（300年），析城陽郡置平昌郡，治郚城，領縣不詳 |
| 青州                  | 臨淄      | 東萊國 | 掖縣 | 6 | 掖縣、當利縣、盧鄉縣、曲城縣、黃縣、惤縣 | |
| 青州                  | 臨淄      | 長廣郡 | 不其縣 | 3 | 不其縣、長廣縣、挺縣 | |
| 徐州                  | 彭城      | 彭城國 | 彭城縣 | 7 | 彭城縣、留縣、廣戚縣、傅陽縣、武原縣、呂縣、梧縣 | |
| 徐州                  | 彭城      | 下邳國 | 下邳縣 | 7 | 下邳縣、淩縣、良城縣、睢陵縣、夏丘縣、取慮縣、僮縣 | |
| 徐州                  | 彭城      | 東海郡 | 郯縣 | 12 | 郯縣、祝其縣、朐縣、襄賁縣、利城縣、贛榆縣、厚丘縣、蘭陵縣、承縣、昌慮縣、合鄉縣、戚縣                                                                             | - 元康元年（291年），析東海郡之蘭陵、承、昌慮、戚、合鄉五縣置蘭陵郡，治承縣 |
| 徐州                  | 彭城      | 琅邪國 | 開陽縣 | 9 | 開陽縣、臨沂縣、陽都縣、繒縣、即丘縣、華縣、費縣、東安縣、蒙陰縣                                                                                                   | |
| 徐州                  | 彭城      | 東莞郡 | 東莞縣 | 8 | 東莞縣、朱虛縣、營陵縣、安丘縣、蓋縣、臨朐縣、劇縣、廣縣 | - 太康十年（289年），城陽郡之莒、姑幕、諸、東武四縣改屬東莞郡 - 元康七年（297年），析東莞郡復置東安郡，領縣不詳 - 永康元年（300年），析城陽郡之黔陬、壯武、淳于、昌安、高密、平昌六縣，東莞郡之營陵、安丘、廣、劇、臨朐五縣，共十一縣置高密國，治高密，屬青州       |
| 徐州                  | 彭城      | 廣陵郡 | 淮陰縣 | 8 | 淮陰縣、射陽縣、輿縣、海陵縣、廣陵縣、鹽瀆縣、淮浦縣、江都縣 | |
| 徐州                  | 彭城      | 臨淮郡 | 盱眙縣 | 10 | 盱眙縣、東陽縣、高山縣、贅其縣、潘旌縣、高郵縣、淮陵縣、司吾縣、下相縣、徐縣                                                                                       | - 太康元年（280年），析下邳、廣陵二郡置臨淮郡 - 元康七年（297年），析臨淮郡置淮陵、堂邑二郡 |
| 揚州                  | 建鄴      | 丹楊郡 | 建鄴縣 | 11 | 建鄴縣、江寧縣、丹楊縣、于湖縣、蕪湖縣、永世縣、溧陽縣、江乘縣、句容縣、湖熟縣、秣陵縣                                                                             | - 永嘉四年（310年），析丹楊、吳興二郡置義興郡，領陽羡、義鄉、國山、臨津、平陵、永世六縣，治陽羡 - 建興元年（313年），晉愍帝司馬鄴即位，為避諱改「建鄴」為「建康」                                                                                                   |
| 揚州                  | 建鄴      | 宣城郡 | 宛陵縣 | 11 | 宛陵縣、宣城縣、陵陽縣、安吳縣、臨城縣、石城縣、涇縣、春穀縣、廣德縣、寧國縣、懷安縣                                                                               | - 太康二年（281年），析丹楊郡置宣城郡 |
| 揚州                  | 建鄴      | 淮南郡 | 壽春縣 | 16 | 壽春縣、成德縣、下蔡縣、義城縣、西曲陽縣、平阿縣、歷陽縣、全椒縣、阜陵縣、鍾離縣、合肥縣、逡遒縣、陰陵縣、當塗縣、東城縣、烏江縣                                   | - 永興元年（304年），析淮南郡之烏江、歷陽二縣置歷陽郡，治歷陽 |
| 揚州                  | 建鄴      | 廬江郡 | 舒縣 | 10 | 舒縣、陽泉縣、灊縣、皖縣、尋陽縣、居巢縣、臨湖縣、襄安縣、龍舒縣、六縣                                                                                             | - 永興元年（304年），析廬江郡之尋陽、武昌郡之柴桑二縣置尋陽郡，治尋陽，屬江州 |
| 揚州                  | 建鄴      | 毗陵郡 （晉陵郡） | 丹徒縣 | 7 | 丹徒縣、曲阿縣、武進縣、延陵縣、毗陵縣、既陽縣、無錫縣 | - 太康二年（281年），改毗陵典農校尉為毗陵郡 - 永嘉五年（311年），因避東海王司馬越世子毗諱，改毗陵郡為晉陵郡 |
| 揚州                  | 建鄴      | 吳郡 | 吳縣 | 11 | 吳縣、嘉興縣、海鹽縣、鹽官縣、錢唐縣、富陽縣、桐廬縣、建德縣、壽昌縣、海虞縣、婁縣                                                                                 | |
| 揚州                  | 建鄴      | 吳興郡 | 烏程縣 | 10 | 烏程縣、臨安縣、餘杭縣、武康縣、東遷縣、於潛縣、故鄣縣、安吉縣、原鄉縣、長城縣                                                                                     | - 永嘉四年（310年），析丹楊、吳興二郡置義興郡，領陽羡、義鄉、國山、臨津、平陵、永世六縣，治陽羡 |
| 揚州                  | 建鄴      | 會稽郡 | 山陰縣 | 10 | 山陰縣、上虞縣、餘姚縣、句章縣、鄞縣、鄮縣、始寧縣、剡縣、永興縣、諸暨縣                                                                                           | |
| 揚州                  | 建鄴      | 東陽郡 | 長山縣 | 9 | 長山縣、永康縣、烏傷縣、吳寧縣、太末縣、信安縣、豐安縣、定陽縣、遂昌縣                                                                                             | |
| 揚州                  | 建鄴      | 新安郡 | 始新縣 | 6 | 始新縣、遂安縣、黟縣、歙縣、海寧縣、黎陽縣 | - 「黝」：《漢書》、《宋書》均作「黟」 |
| 揚州                  | 建鄴      | 臨海郡 | 章安縣 | 8 | 章安縣、臨海縣、始豐縣、永寧縣、寧海縣、松陽縣、安固縣、橫陽縣 | |
| 揚州                  | 建鄴      | 元康元年（291年），析揚州之豫章、鄱陽、廬陵、臨川、南康、建安、晉安七郡，荊州之武昌、桂陽、安成三郡，共十郡設置江州，治九江                                        | | | | |
| 揚州                  | 建鄴      | 建安郡 | 建安縣 | 7 | 建安縣、吳興縣、東平縣、建陽縣、將樂縣、邵武縣、延平縣 | |
| 揚州                  | 建鄴      | 晉安郡 | 侯官縣 | 8 | 原豐縣、新羅縣、宛平縣、同安縣、侯官縣、羅江縣、晉安縣、溫麻縣 | - 太康三年（282年），析建安郡置晉安郡 |
| 揚州                  | 建鄴      | 豫章郡 | 南昌縣 | 16 | 南昌縣、海昏縣、新淦縣、建城縣、望蔡縣、永修縣、建昌縣、吳平縣、豫章縣、彭澤縣、艾縣、康樂縣、豐城縣、新吳縣、宜豐縣、鍾陵縣                                       | - 永嘉元年（307年），豫章郡之彭澤縣改屬尋陽郡 |
| 揚州                  | 建鄴      | 臨川郡 | 臨汝縣 | 10 | 臨汝縣、西豐縣、南城縣、東興縣、南豐縣、永成縣、宜黃縣、安浦縣、西寧縣、新建縣                                                                                     | |
| 揚州                  | 建鄴      | 鄱陽郡 | 廣晉縣 | 8 | 廣晉縣、鄱陽縣、樂安縣、餘汗縣、鄡陽縣、歷陵縣、葛陽縣、晉興縣 | |
| 揚州                  | 建鄴      | 廬陵郡 | 石陽縣 | 10 | 石陽縣、西昌縣、高昌縣、巴丘縣、南野縣、東昌縣、遂興縣、吉陽縣、興平縣、陽豐縣                                                                                     | |
| 揚州                  | 建鄴      | 南康郡 | 雩都縣 | 5 | 贛縣、雩都縣、平固縣、南康縣、揭陽縣 | - 太康三年（282年），析廬陵郡置南康郡 |
| 荊州                  | 江陵      | 武昌郡 | 武昌縣 | 7 | 武昌縣、柴桑縣、陽新縣、沙羨縣、沙陽縣、鄂縣、官陵縣 | - 永興元年（304年），析廬江郡之尋陽、武昌郡之柴桑二縣置尋陽郡，治尋陽，屬江州 |
| 荊州                  | 江陵      | 安成郡 | 平都縣 | 7 | 平都縣、宜春縣、新諭縣、永新縣、安復縣、萍鄉縣、廣興縣 | |
| 荊州                  | 江陵      | 江夏郡 | 安陸縣 | 7 | 安陸縣、雲杜縣、曲陵縣、平春縣、鄳縣、竟陵縣、南新市縣 | - 元康九年（299年），析江夏郡置竟陵郡，治石城 |
| 荊州                  | 江陵      | 南郡 | 江陵縣 | 11 | 江陵縣、編縣、當陽縣、華容縣、鄀縣、枝江縣、旌陽縣、州陵縣、監利縣、松滋縣、石首縣                                                                                 | - 惠帝年間，析南郡之華容、州陵、監利三縣，再新設豐都縣，共四縣置成都郡，治華容；晉愍帝建興年間省 |
| 荊州                  | 江陵      | 襄陽郡 | 襄陽縣 | 8 | 襄陽縣、中廬縣、臨沮縣、邔縣、宜城縣、山都縣、鄧城縣、鄾縣 | |
| 荊州                  | 江陵      | 南陽國 | 宛縣 | 14 | 宛縣、西鄂縣、雉縣、魯陽縣、犨縣、淯陽縣、博望縣、堵陽縣、葉縣、舞陰縣、比陽縣、湼陽縣、冠軍縣、酈縣                                                               | |
| 荊州                  | 江陵      | 順陽郡 | 南鄉縣 | 8 | 酇縣、順陽縣、南鄉縣、丹水縣、武當縣、陰縣、筑陽縣、析縣 | - 太康十年（289年），改南鄉郡為順陽郡 |
| 荊州                  | 江陵      | 義陽郡 | 新野縣 | 12 | 新野縣、穰縣、鄧縣、蔡陽縣、隨縣、安昌縣、棘陽縣、厥西縣、平氏縣、義陽縣、平林縣、朝陽縣                                                                           | - 太康九年（288年），析義陽郡之隨、平林二縣置隨郡，治隨縣 - 元康八年（298年），析義陽郡之新野、穰、棘陽、朝陽、安昌五縣置新野郡，治新野 |
| 荊州                  | 江陵      | 建平郡 | 巫縣 | 8 | 巫縣、北井縣、秦昌縣、信陵縣、興山縣、建始縣、秭歸縣、沙渠縣 | |
| 荊州                  | 江陵      | 宜都郡 | 夷陵縣 | 3 | 夷陵縣、夷道縣、佷山縣 | |
| 荊州                  | 江陵      | 南平郡 | 江安縣 | 4 | 江安縣、作唐縣、孱陵縣、南安縣 | - 原為三國吳之南郡，太康元年（280年），改為南平郡 |
| 荊州                  | 江陵      | 武陵郡 | 臨沅縣 | 10 | 臨沅縣、龍陽縣、漢壽縣、沅陵縣、黚陽縣、酉陽縣、鐔城縣、沅南縣、遷陵縣、舞陽縣                                                                                     | |
| 荊州                  | 江陵      | 天門郡 | 零陽縣 | 5 | 零陽縣、漊中縣、充縣、臨澧縣、澧陽縣 | |
| 荊州                  | 江陵      | 惠帝年間將新城、魏興、上庸三郡劃歸梁州 | | | | |
| 荊州                  | 江陵      | 新城郡 | 房陵縣 | 4 | 房陵縣、綏陽縣、昌魏縣、沶鄉縣 | |
| 荊州                  | 江陵      | 魏興郡 | 晉興縣 | 6 | 晉興縣、安康縣、西城縣、錫縣、長利縣、洵陽縣 | - 「晉興」：《宋書》作「興晉」 |
| 荊州                  | 江陵      | 上庸郡 | 上庸縣 | 6 | 上庸縣、安富縣、北巫縣、武陵縣、上廉縣、微陽縣 | |
| 荊州                  | 江陵      | 永嘉元年（307年），析荊州之長沙、衡陽、湘東、零陵、邵陵五郡，江州之桂陽，廣州之始安、始興、臨賀三郡，共九郡設置湘州，治臨湘                                        | | | | |
| 荊州                  | 江陵      | 長沙郡 | 臨湘縣 | 10 | 臨湘縣、攸縣、下雋縣、醴陵縣、劉陽縣、建寧縣、吳昌縣、羅縣、蒲沂縣、巴陵縣                                                                                         | |
| 荊州                  | 江陵      | 衡陽郡 | 湘南縣 | 9 | 湘南縣、湘鄉縣、重安縣、湘西縣、烝陽縣、衡山縣、連道縣、新康縣、益陽縣                                                                                             | |
| 荊州                  | 江陵      | 湘東郡 | 酃縣 | 7 | 酃縣、茶陵縣、臨烝縣、利陽縣、陰山縣、新平縣、新寧縣 | |
| 荊州                  | 江陵      | 零陵郡 | 泉陵縣 | 11 | 泉陵縣、祁陽縣、零陵縣、營浦縣、洮陽縣、永昌縣、觀陽縣、營道縣、舂陵縣、泠道縣、應陽縣                                                                             | |
| 荊州                  | 江陵      | 邵陵郡 | 邵陵縣 | 6 | 邵陵縣、都梁縣、夫夷縣、建興縣、邵陽縣、高平縣 | |
| 荊州                  | 江陵      | 桂陽郡 | 郴縣 | 6 | 郴縣、耒陽縣、便縣、臨武縣、晉寧縣、南平縣 | |
| 廣州                  | 番禺      | 臨賀郡 | 臨賀縣 | 6 | 臨賀縣、謝沐縣、馮乘縣、封陽縣、興安縣、富川縣 | |
| 廣州                  | 番禺      | 始安郡 | 始安縣 | 7 | 始安縣、始陽縣、平樂縣、荔浦縣、常安縣、熙平縣、永豐縣 | |
| 廣州                  | 番禺      | 始興郡 | 曲江縣 | 7 | 曲江縣、桂陽縣、始興縣、含洭縣、湞陽縣、中宿縣、陽山縣 | |
| 廣州                  | 番禺      | 南海郡 | 番禺縣 | 6 | 番禺縣、四會縣、增城縣、博羅縣、龍川縣、平夷縣 | |
| 廣州                  | 番禺      | 蒼梧郡 | 廣信縣 | 12 | 廣信縣、端溪縣、高要縣、建陵縣、新寧縣、猛陵縣、鄣平縣、農城縣、元谿縣、臨允縣、都羅縣、武城縣                                                                     | |
| 廣州                  | 番禺      | 鬱林郡 | 布山縣 | 9 | 布山縣、阿林縣、新邑縣、晉平縣、始建縣、鬱平縣、領方縣、武熙縣、安廣縣                                                                                             | |
| 廣州                  | 番禺      | 桂林郡 | 潭中縣 | 8 | 潭中縣、武豐縣、粟平縣、羊平縣、龍剛縣、夾陽縣、武城縣、軍騰縣 | |
| 廣州                  | 番禺      | 高涼郡 | 安寧縣 | 3 | 安寧縣、高涼縣、思平縣 | |
| 廣州                  | 番禺      | 高興郡 | 廣化縣 | 5 | 廣化縣、海安縣、化平縣、莫陽縣、西平縣 | - 太康年間，省高興郡入高涼郡 - 「莫陽」：《晉書》作「黃陽」，今考，應從《元和郡縣志》、《宋書》作「莫陽」 |
| 廣州                  | 番禺      | 寧浦郡 | 寧浦縣 | 5 | 寧浦縣、連道縣、吳安縣、昌平縣、平山縣 | - 「連道」：《宋書》作「興道」 - 「昌平」：《宋書·州郡志》引《太康地記》：「寧浦本名昌平，武帝太康元年更名」；寧浦、昌平即同一縣；《南齊書》、《隋書》均有寧浦，無昌平                                                                                              |
| 交州                  | 龍編      | 合浦郡 | 合浦縣 | 6 | 合浦縣、南平縣、徐聞縣、珠官縣、蕩昌縣、瑇瑁縣 | |
| 交州                  | 龍編      | 交趾郡 | 龍編縣 | 14 | 龍編縣、苟屚縣、望海縣、𨏩𨻻縣、西于縣、武寧縣、朱䳒縣、曲昜縣、交興縣、北帶縣、稽徐縣、安定縣、南定縣、海平縣                                                     | |
| 交州                  | 龍編      | 新昌郡 | 麋泠縣 | 6 | 麊泠縣、嘉寧縣、吳定縣、封山縣、臨西縣、西道縣 | |
| 交州                  | 龍編      | 武平郡 | 武寧縣 | 7 | 武寧縣、武興縣、進山縣、根寧縣、安武縣、扶安縣、封溪縣 | |
| 交州                  | 龍編      | 九真郡 | 胥浦縣 | 7 | 胥浦縣、移風縣、津梧縣、建初縣、常樂縣、扶樂縣、松原縣 | |
| 交州                  | 龍編      | 九德郡 | 九德縣 | 8 | 九德縣、咸驩縣、南陵縣、陽遂縣、扶苓縣、曲胥縣、浦陽縣、都洨縣 | |
| 交州                  | 龍編      | 日南郡 | 象林縣 | 5 | 象林縣、盧容縣、朱吾縣、西卷縣、比景縣 | |

### 引用
1. 1 2 3 4  《中國文明史 第四卷 魏晉南北朝 上冊‧第一章 政治發展大勢》。
2. ↑  涼州刺史領戊己校尉，護西域
3. ↑  秦州刺史領護羌校尉
4. ↑  《晉書·王遜傳》：「遜以地勢形便，上分牂柯為平夷郡，分朱提為南廣郡，分建甯為夜郎郡，分永昌為梁水郡，又改益州郡為晉寧郡，事皆施行。」與《地理志》所載不同